# Devilman
Devilman és un còmic japonès creat per Go Nagai. Fou adaptat a un anime. Té una multitud de seqüeles, històries a part, creuaments i adaptacions.
L'argument del manga original consistia en un protagonista que lluita contra dimonis. El protagonista és meitat dimoni i meitat humà. El protagonista és un antiheroi.
Devilman sorgí com la continuació d'una obra anterior de Go Nagai, Demon Lord Dante.

## Anàlisi de l'obra
Els temes de la violència, el sexe i la complexitat del bé i el mal són presents a l'obra, especialment per l'interès més madur que rebé el manga original.
Fusanosuke afirmà que les protestes estudiantils de la dècada del 1960 i l'activisme en contra de l'statu quo foren una influència sobre la trama. Altra influència prové de La Divina Comèdia (de Dante Alighieri), al mostrar a Satanàs congelat.
Alguns investigadors han destacat com apareixen elements que contradiuen la doctrina cristiana com la presència de "dimonis bons", la presentació de Satanàs com a compassiu i mostrar a Satanàs lluitar i vèncer Déu, el qual va crear els dimonis i després tractà de destruir-los quan resultaren malignes.
A l'anime Mazinger Z vs. Devilman es trenca l'estereotip de personatges bons i personatges roïns.

## Rebuda
El manga malgrat ser shonen aconseguí popularitat en poc de temps entre universitaris i intel·lectuals.
El manga ha venut més de 10 milions d'exemplars des de l'aparició fins al mes d'abril de 2015.